# Benguela-Langschnabellerche

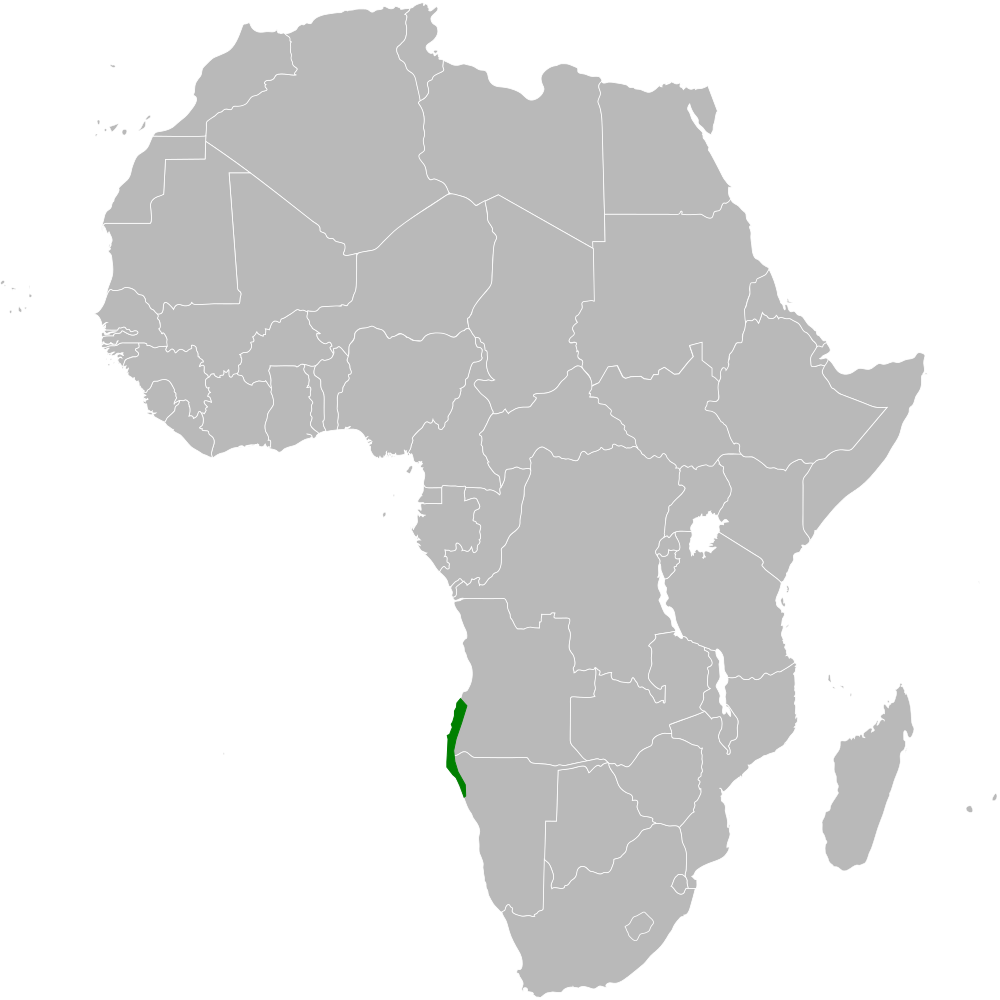
Verbreitungskarte der Benguela-Langschnabellerche

Die Benguela-Langschnabellerche (Certhilauda benguelensis) ist eine große Art aus der Familie der Lerchen. Sie ist größer als eine Feldlerche, hat einen längeren und gebogeneren Schnabel und ist von drosselähnlicher Gestalt. Das Verbreitungsgebiet der Benguela-Langschnabellerche liegt im westlichen Afrika. Es werden zwei Unterarten unterschieden. Die Benguela-Langschnabellerche wurde lange als Unterart der Kap-Langschnabellerche eingestuft. Auf Grund ihrer genetischen Daten, ihres etwas anderen Körperbaus sowie ihres anderen Gesanges wird sie heute jedoch als eigenständige Art eingestuft.

## Merkmale
Die Benguela-Langschnabellerche erreicht eine Körperlänge von etwa 18 bis 20 Zentimetern und wiegen zwischen 35 und 53 Gramm. Der Schnabel misst vom Kopf aus gemessen 2,1 bis 2,4 Zentimeter. Es besteht kein Geschlechtsdimorphismus. Männchen sind jedoch durchschnittlicher größer als Weibchen, sind entsprechend schwerer und haben einen deutlich längeren Schnabel.
Die Benguela-Langschnabellerche ist eine insgesamt sehr hell gefärbte Lerche. Die Körperoberseite ist hell graubraun. Über dem Auge verläuft ein heller Überaugenstreif. Das Kinn und die Kehle sind weißlich grau mit diffusen hellen Längsstreifen. Die Vorderbrust ist auf hellem Grund etwas kräftiger gestreift. Die übrige Körperunterseite ist rahmweiß mit einem leichten braunen Anflug.

## Verbreitungsgebiet der Unterarten
Es werden zwei Unterarten unterschieden:
- C. b. benguelensis (Sharpe, 1904) – Vorkommen vom Südwesten in Angola bis in den Nordwesten von Namibia.
- C. b. kaokoensis Bradfield, 1944 – Vorkommen im Nordwesten Namibias, zum Verbreitungsgebiet gehört unter anderem das Kaokoveld, die südliche Verbreitungsgrenze ist das Brandbergmassiv.

Benguela-Langschnabellerchen sind Standvögel und kommen fast ausschließlich in steinigem Hügelland vor.

## Lebensweise
Die Lebensgewohnheiten der Benguela-Langschnabellerche sind noch nicht abschließend untersucht. Sie ernährt sich von Insekten und Sämereien. Wie alle Lerchen ist sie ein Bodenbrüter. Bislang wurden Nester ausschließlich im Mai gefunden. Das napfförmige Nest wird im Schutz von Grasbüscheln oder Steinen errichtet.

## Einzelbelege
1. 1 2 3 4  Handbook of the Birds of the World zur Benguela-Langschnabellerche (Memento vom 27. Juli 2021 im Internet Archive), aufgerufen am 10. März 2017
2. ↑  Pätzold: Kompendium der Lerchen. S. 137.
3. ↑  IOC World Bird List 6.4. In: IOC World Bird List Datasets. doi:10.14344/ioc.ml.6.4 (englisch, worldbirdnames.org).